# Ромефор (замок, Эндр)
Ромефор (фр. Château de Romefort) — средневековый замковый комплекс в коммуне Сирон в департаменте Эндр, в регионе Центр — Долина Луары, Франция. Крепость возведена в XII веке и на том этапе являлась самым крупным каменным фортификационным сооружением подобного рода. Ромефор не раз перестраивался и реконструировался. В 1993 году основная часть комплекса была признана во Франции историческим памятником архитектуры. По своему типу относиться к замкам на вершине.

## Расположение
Замок Ромефор находится на левом берегу реки Крёз в одноименном населённом пункте к юго-западу от городка Л'Эпин. Крепость построена на небольшой возвышенности в лесистой местности.

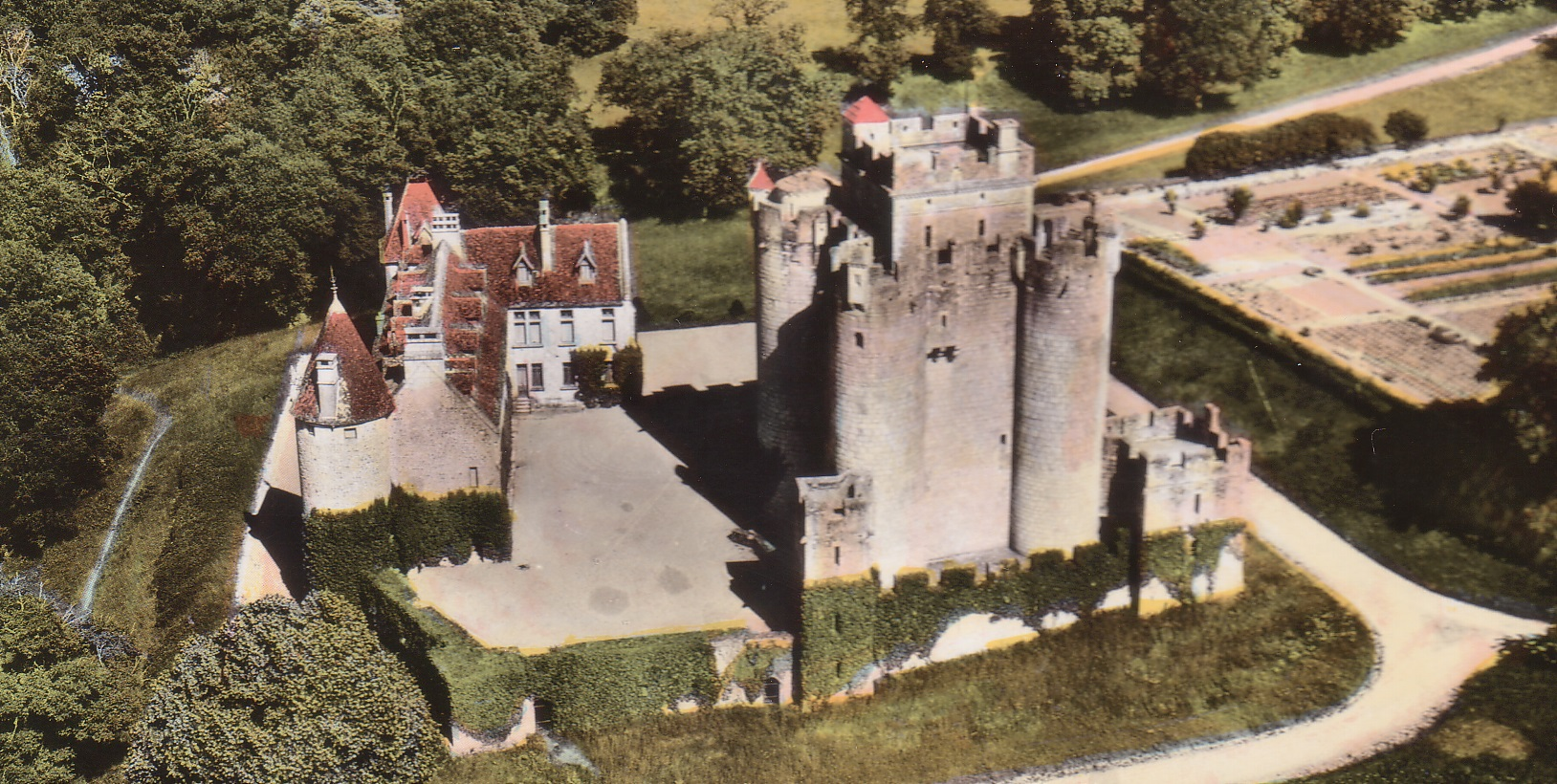
Вид замкового комплекса с высоты птичьего полёта

## История

### Ранний период
Первоначально укреплённый форт в этом месте был построен, чтобы контролировать удобный брод через реку Крёз. Вполне возможно, что он существовал задолго до основания замка. В любом случае, данное место  имело важное стратегическое значение. 
Первый каменный замок был построен между 1180 и 1190 годами. Он впервые упоминается в документах 1182 года. Его владельцем назван Годен де Ромефор. Его потомки оставались собственниками крепости весь XIII век.
В 1309 замок перешёл под контроль Куланцы. Этот род владел комплексом до по 1452 года. За эти полтора века каменные стены и башни стали выше и прочнее. Появился донжон — мощная круглая башня, игравшая рольцитадели. Вокруг были построены дополнительные фортификационные сооружения.

### ЭпохаРенессанса
В 1452 году Ромефор приобрёл Жорж де Сюлли. Укрепления замка вновь были усилены. Однако вскоре возникла неожиданная проблема. Потомки Жоржа де Сюлли вступили между собой в конфликт из-за вопроса о том, кто должен стать  новым хозяином крепости. Споры затянулись на достаточно долгое время. Тяжбы продолжили внуки Жоржа де Сюлли. В итоге стало понятно, что лучшим вариантом будет продажа замка.
В итоге был 10 апреля 1548 года Ромефорт был куплен Пьер де Сегонда, генеральный финансовый наместник Гиени. Но судебные тяжбы не прекратились. Права на замок заявила семья Салли, претендовавшая на половину земельных владений, расположенных вокруг крепости.

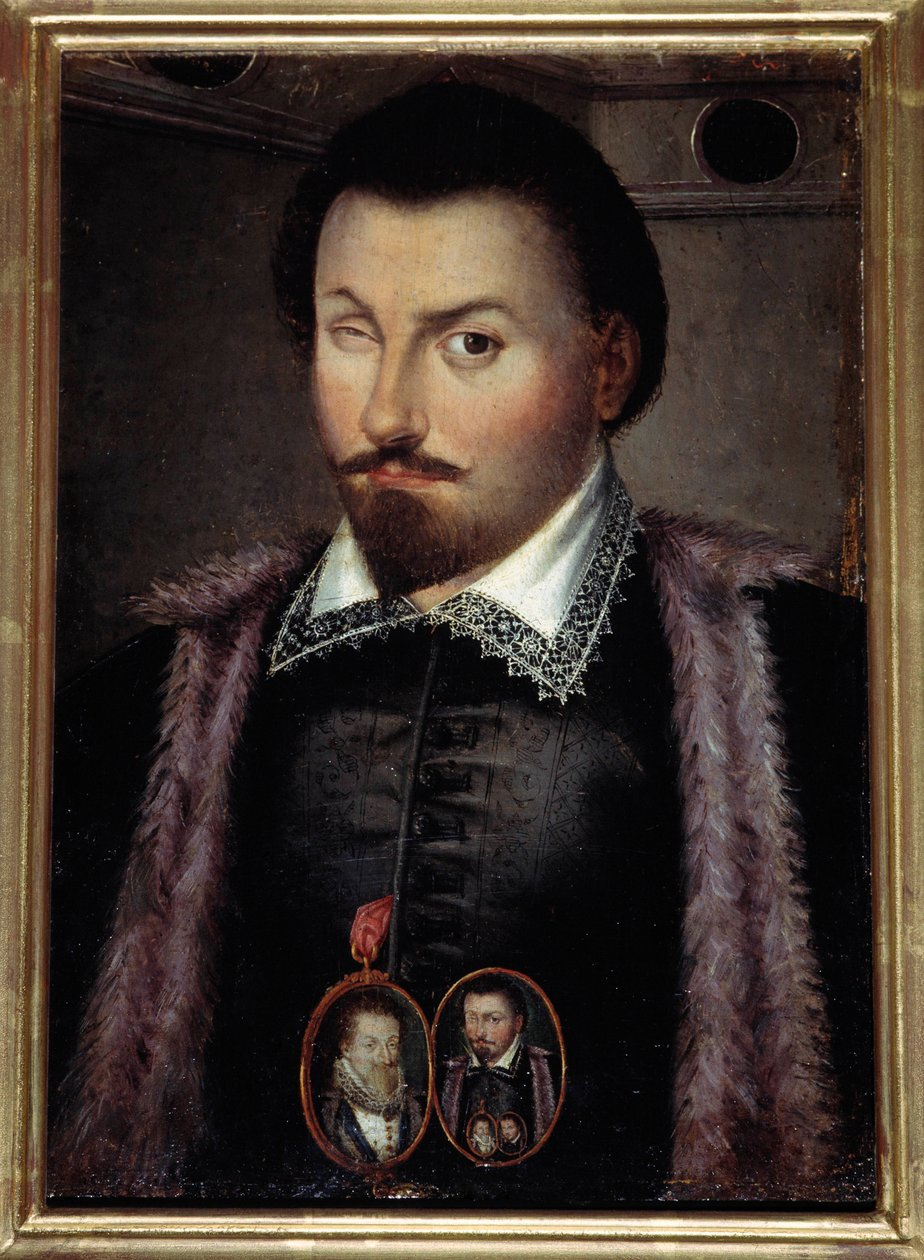
Д'Арамбю, Жан, известный под прозвищем «Одноглазый»

У Пеьра де Сегонда не было сыновей. Поэтому 18 ноября 1597 года следующим хозяином замка стал Жан д'Арамбю, известный под прозвищем «Одноглазый», который был женат на Мари, дочери Пьера де Сегонда. На следующий век замок оказался во владении семьи Д'Арамбю. 

Родовой герб семьи Д'Арамбю (дворянский род)

Новый собственник не только урегулировал старые конфликты, но и со всей серьёзностью занялся разумным управлением доставшейся собственности. Одновременно он приступил к активному приобретению соседних поместий. 
«Одноглазому» наследовал его сын, также Жан д'Арамбю. Он значительно приумножил доставшееся ему богатство благодаря женитьбе на  наследнице крупного состояния Мари Талльман (двоюродной сестре известного литератора Жедеона Таллеман де Рео). Жан д'Арамбю продолжил практику разумного управления поместьями, добившись существенного увеличивая доходов со своих владений. Однако этот человек погиб в 1640 году в одном из сражений Тридцатилетней войны. Ему наследовал младший брат — Анри д'Арамбю — ставший новым собственником Рамефора. У Анри не было проблем с наследниками. Проблема возникла с их количеством. Повторился сюжет с потомками Жорж де Сюлли, которые оспаривали друг у друга права на наследство. В итоге собственность была разделена между шестью детьми Анри д'Арамбю.
Отмена «Нантского эдикта» и его последствия привели к тому, что потомки знаменитого «Одноглазого», остававшиеся протестантами, укрылись от преследований католической партии в Прюйи-сюр-Клёз. Замок Ромефор оказался практически заброшен. Последовала серия судебных процессов, которые закончились только после того, как семья Сюлли согласилась выплатить компенсацию Жану Самюэю, маркизу Харамбуре и губернатору Пуатье.

### XVIII-XIX века
Ромефор после серии тяжб и переуступок замок оказался в руках маркизов де Белабр. Они владели Ромефором вплоть до Великой французской революции, которая ознаменовала радикальные перемены в судьбе Франции. Начался процесс конфискаций и передел собственности. Эти события не миновали и семью Белабр, лишённую прежних владений. 
После новой серии перепродаж замок и окружающие его поместья были приобретены семьёй Бонди. Этот графский род и сегодня остаётся собственником Ромефора.
Между 1872 и 1877 годами замковый комплекс отреставрировали. Так как в моде был романтизм, то по просьбе владельцев в ходе реконструкции упор делался на так называемый «стиль трубадуров». Проект подготовил архитектор Александр Арвеф-Франскин, ученик знаменитого Квестеля.
Некоторое время в 1914 году в замке проживал знаменитый монах-траппист Шарль Эжен де Фуко.
Главное здание дворянской резиденции, расположенное между круглой башней XV века и квадратной башней XVII века, было капитально отремонтировано и отреставрировано в 1921 году.

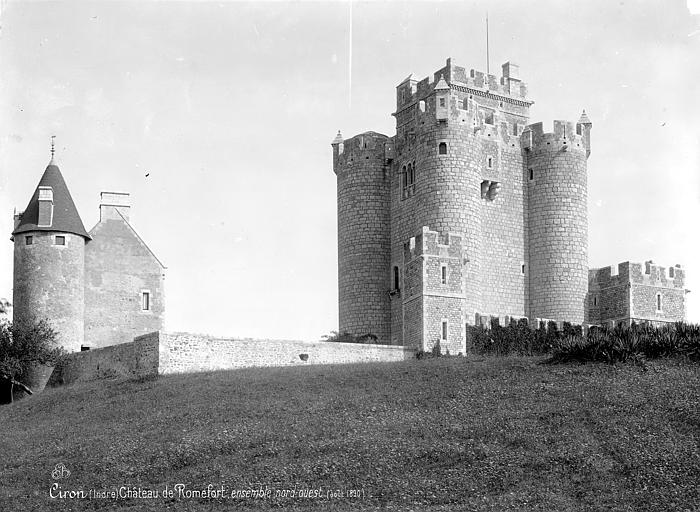
Замок на фотографии 1890 года

## Описание
Комплекс состоит из двух расположенных очень близко, но совершенно разных объектов. Первый — это собственно крепость, а второй — здание жилой резиденции. 

### Замок
Центральная часть старинного каменного замка имеет в основании форму почти правильного квадрата. Высота стен достигает 30 метров. По краям к этой цитадели примыкают четыре угловые круглые башни. Дополнительную защиту во время осады должны были обеспечивать бретеши, особые фортификационные эркеры. 
С южной стороны перед главным входом построено дополнительное укрепление с двумя симметричными квадратными башнями. На многих посетителей замок производит достаточно мрачное впечатление. Во многом благодаря тому, что за прошедшие века там так и не появилось окон. Свет во внутренние помещения проникает только через узкие средневековые бойницы.

### Резиденция
К северу от крепости построена жилая двухэтажная резиденция, которая должна была обеспечить больший комфорт владельцам Ромефора, чем неприступная, но неуютная цитадель. В прежнее время это здание прямоугольной формы также было приспособлено к обороне. Напоминанием об этом времени служит сохранившаяся квадратная башня, примыкающая к резиденции с восточной стороны, и круглая башня в северо-западной части.

## Современное использование
Ромефор является важной архитектурной достопримечательностью региона. Однако свободный проход к комплексу затруднён. Доступ в средневековый замок возможен по специальной предварительной договорённости. 
В жилой резиденции до сих пор периодически проживают представители рода Бонди. При желании это здание можно арендовать для проведения торжественных мероприятий или свадеб.

## Галерея

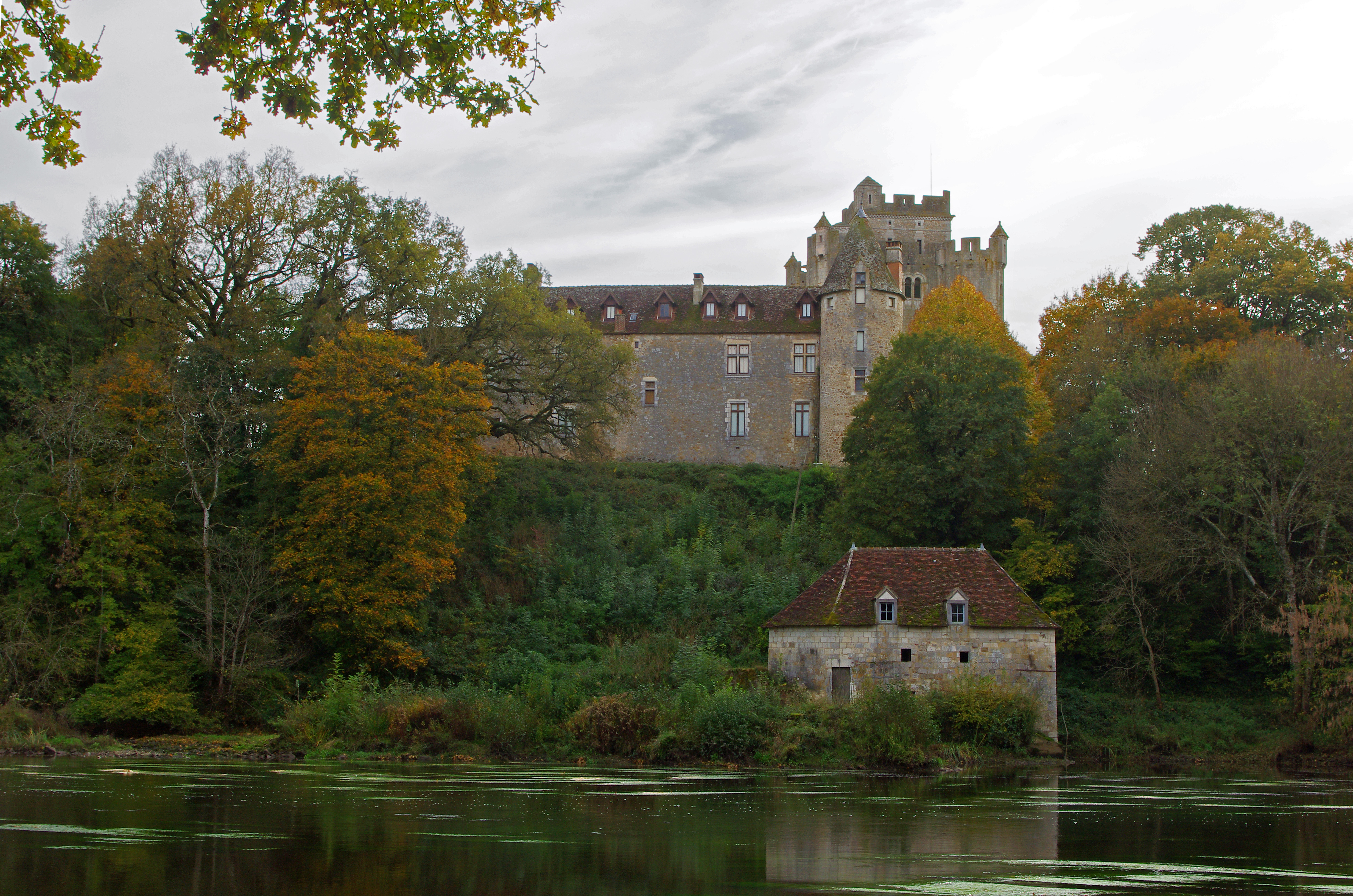
Вид на замок с северной стороны
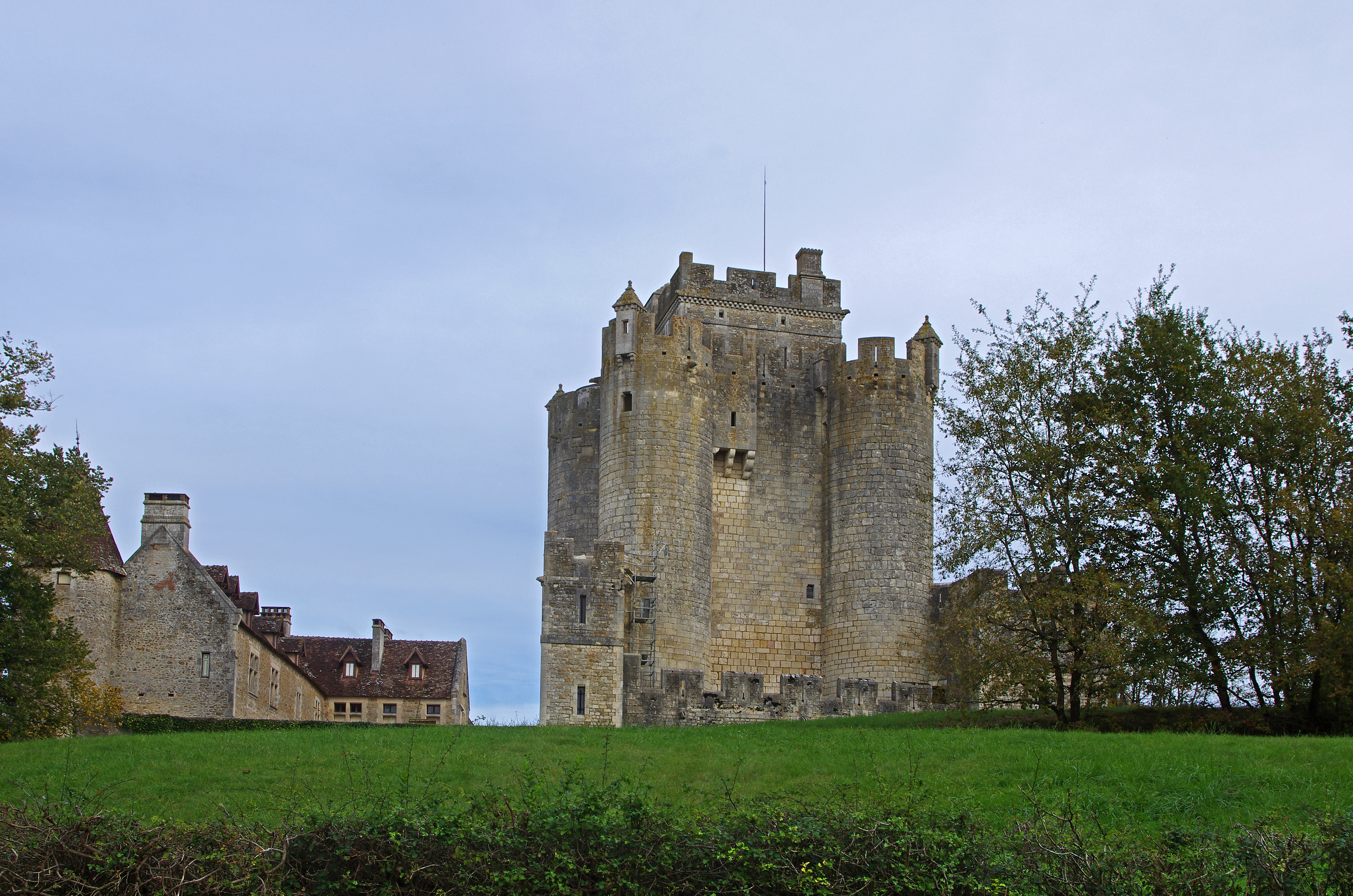
Вид комплекса с западной стороны
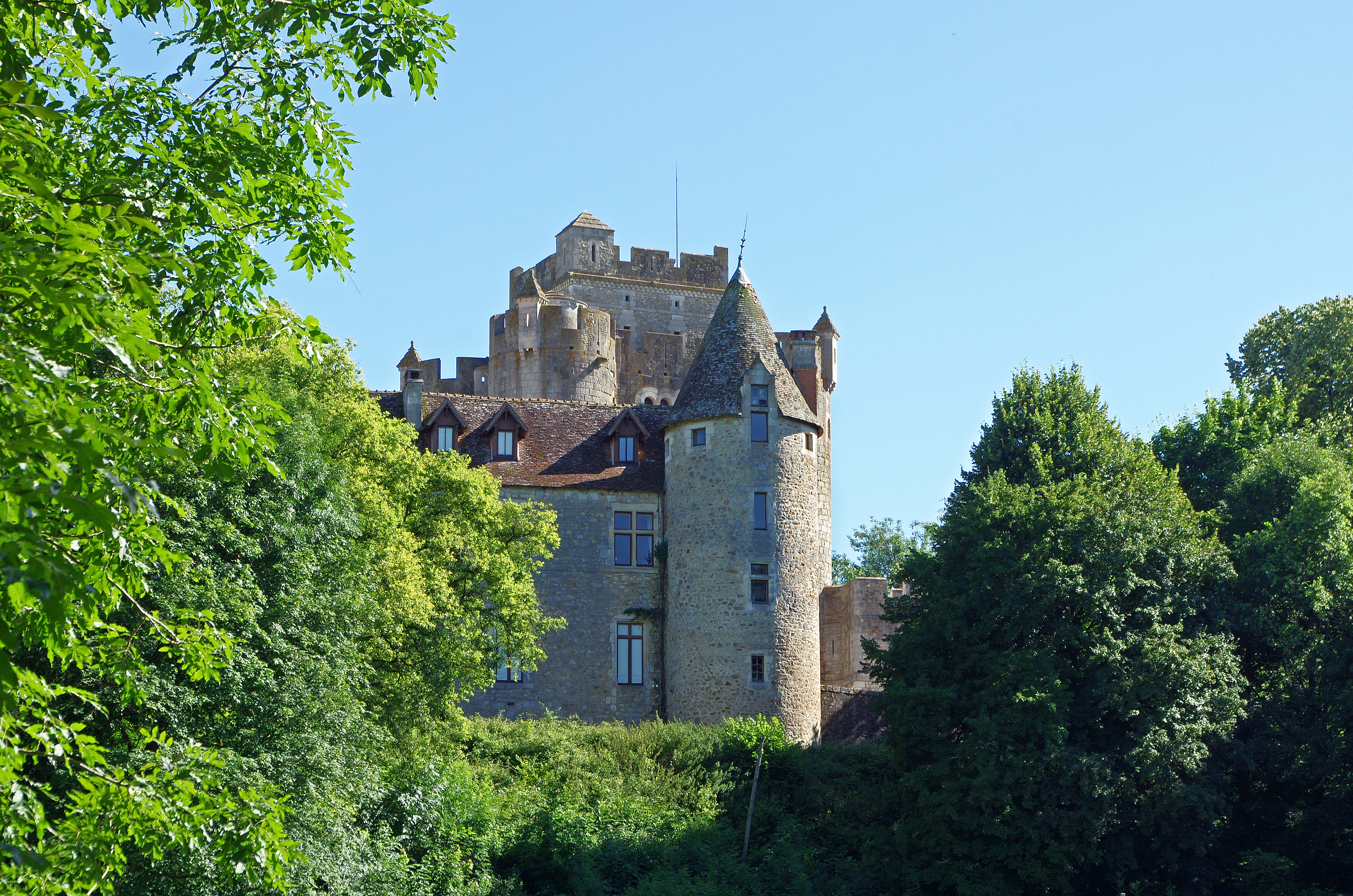
Круглая башня, примыкающая к жилой резиденции
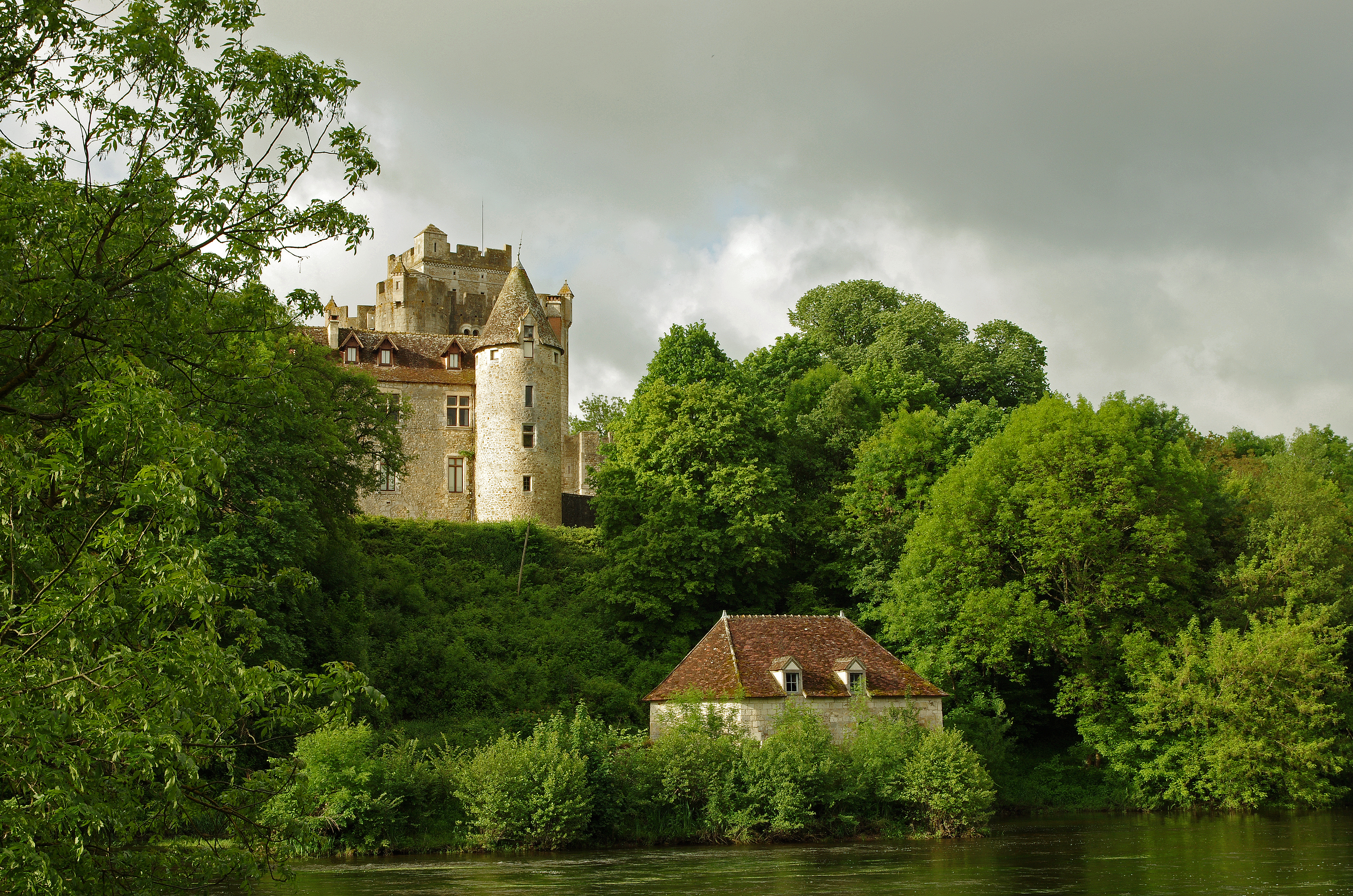
Замковая мельница, построенная на берегу реки Крёз
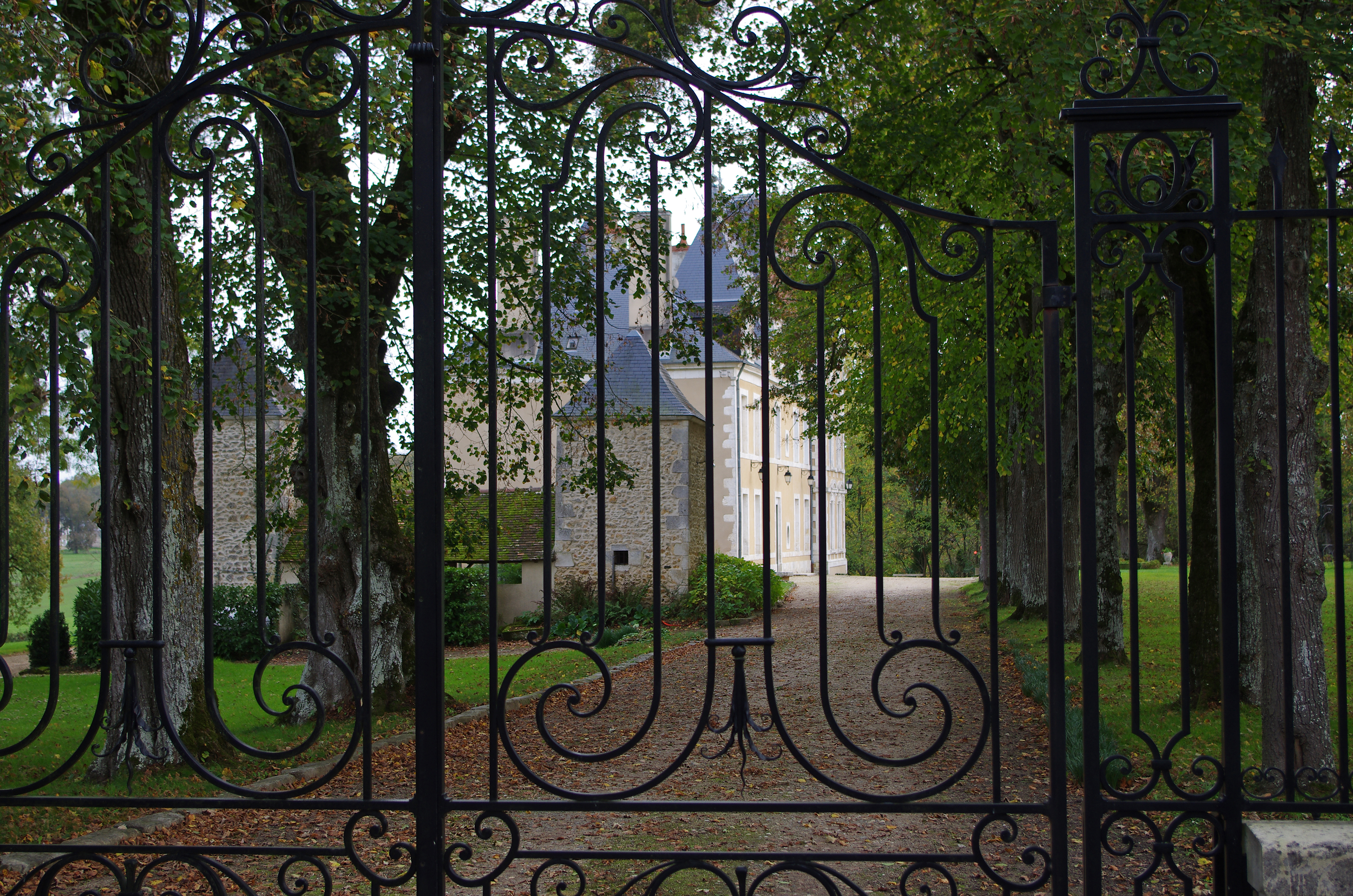
Ворота, ведущие в замок